# Filmstad
Filmstad, ook wel LCB-Filmstad genoemd, was de filmmaatschappij van Loet Barnstijn, die gevestigd was op het Wassenaarse Landgoed Oosterbeek, tegen de grens van de gemeente Den Haag en die tot doel had Nederlandse speelfilms te produceren.

## Geschiedenis
In 1935 kocht Barnstijn Landgoed Oosterbeek en bouwde er twee filmopnamezalen, een kantoor, een filmopslag, een geluidsstudio en een technische werkplaats, alles naar Amerikaans voorbeeld en gaf het geheel de naam Filmstad. De opening vond plaats op 12 oktober 1935 in het bijzijn van 800 aanwezigen, onder wie de grondlegger van de cinematografie, Louis Jean Lumière. Het was de tweede moderne filmstudio in Nederland In deze studio's werd in 1935 als eerste film Het mysterie van de Mondscheinsonate opgenomen, en in de zomer van 1936 de succesvolle film Merijntje Gijzen's Jeugd, naar de romancyclus (1925-28) van A.M. de Jong. 
Toen de Tweede Wereldoorlog uitbrak, vertrok Barnstijn vanwege zijn Joodse achtergrond naar de Verenigde Staten. Filmstad werd door de Duitse bezetter in beslag genomen en op 1 april 1942 toegewezen aan de Duitse filmmaatschappij UFA, die er Nederlandstalige nazi-propagandafilms en Duitse speelfilms produceerde. De naam werd gewijzigd in UFA Filmstadt Den Haag. De bezetter had buiten deze locatie ook de filmmaatschappij Cinetone Filmstudio's Amsterdam in beslag genomen, dat eveneens op 1 april 1942 een naamswijziging onderging, maar dan in UFA Filmstadt Amsterdam.
Toen de Duitsers V-2 raketten gingen lanceren vanuit Wassenaar en Den Haag, bestond bij de Britse geheime diensten het vermoeden dat de studio's van Filmstad werden gebruikt voor de assemblage van de raketten. Er waren daartoe drie bunkers en een werkplaats gebouwd voor het afmonteren van V1's en V2's. Om die reden werd het complex in april 1944 door Spitfires van de Royal Air Force onder vuur genomen en deels verwoest. 
In 1945 kwam eigenaar Barnstijn terug op Landgoed Oosterbeek en verhuurde tot 1950 vanuit het nog intact zijnde filmhuis Amerikaanse speelfilms aan diverse bioscopen. De geleden oorlogsschade werd niet hem vergoed.
Een deel van de andere nog bestaande gebouwen, waaronder de portiers-, chauffeurswoningen en een groot aggregatorhuis, waren eveneens nog intact en kregen later alle een andere bestemming.
In de namen van een aantal later rondom het landgoed aangelegde voetbalvelden bleef de naam Filmstad nog steeds verbonden.